# Obsjtina Kirkovo
Obsjtina Kirkovo (bulgariska: Община Кирково) är en kommun i Bulgarien.   Den ligger i regionen Kărdzjali, i den södra delen av landet, 220 km sydost om huvudstaden Sofia.
Obsjtina Kirkovo delas in i:
- Vărben
- Benkovski
- Gorno Kăpinovo
- Gorski izvor
- Grivjak
- Gorno Kirkovo
- Delvino
- Dzjerovo
- Dobromirtsi
- Dolno Kăpinovo
- Domisjte
- Drangovo
- Djulitsa
- Zavoja
- Zagorski
- Kajaloba
- Kitna
- Kran
- Krilatitsa
- Kukurjak
- Kărtjovsko
- Lozengradtsi
- Malkotj
- Medevtsi
- Măglene
- Orlitsa
- Ostrovets
- Plovka
- Podkova
- Preseka
- Rastnik
- Samodiva
- Samokitka
- Starovo
- Stomantsi
- Tichomir
- Fotinovo
- Tjakalarovo
- Tjitjevo
- Tjorbadzjijsko
- Sjoptsi
- Sjumnatitsa

Följande samhällen finns i Obsjtina Kirkovo:
- Kirkovo